# Circondario di Ariano di Puglia
Il circondario di Ariano di Puglia era uno dei tre circondari in cui era suddivisa la provincia di Avellino, esistito dal 1861 al 1926.
Confinava a nord-ovest con il circondario di San Bartolomeo in Galdo, a nord-est con il circondario di Bovino, a sud-est con il circondario di Sant'Angelo dei Lombardi, a sud-ovest con il circondario di Avellino, a ovest con il circondario di Benevento.

## Suddivisione
Il circondario era comprensivo di sette mandamenti per un totale di 26 comuni:
- Ariano di Puglia, comprendente anche i comuni di Villanova del Battista e Zungoli
- Accadia, con i comuni di Anzano degli Irpini e Monteleone di Puglia
- Castelbaronia, con i comuni di Carife, Flumeri, San Nicola Baronia, San Sossio Baronia, Trevico e Vallata
- Grottaminarda, con i comuni di Bonito e Melito Valle di Bonito
- Mirabella, con i comuni di Fontanarosa e Taurasi
- Montecalvo, con i comuni di Casalbore e Sant'Arcangelo Trimonte
- Orsara Dauno-Irpina, con i comuni di Greci, Montaguto e Savignano di Puglia

Nel 1881 la popolazione del Circondario era di 92.010 abitanti, dei quali 14.435 residenti nel capoluogo Ariano di Puglia.

## Storia
Con l'unità d'Italia (1861) la suddivisione in province e circondari stabilita dal Decreto Rattazzi fu estesa all'intera nazione.
Il circondario di Ariano di Puglia venne soppresso nel 1926 e il suo territorio assegnato al circondario di Avellino, il quale peraltro fu a sua volta soppresso nell'anno successivo.